# François-Xavier Ortoli
François-Xavier Ortoli (16. února 1925 Ajaccio – 30. listopadu 2007 Paříž) byl francouzský vysoký státní úředník, politik a podnikatel, v letech 1973–1977 pátý předseda Evropské komise (EK) a mezi roky 1977–1985 místopředseda EK odpovědný za hospodářské a měnové záležitosti, úvěry a investice. Před nástupem do této funkce zastával různé ministerské posty.

## Životopis

### Mládí
Narodil se 16. února 1925 v Ajacciu na Korsice, ale vyrůstal ve Francouzské Indočíně, kde jeho otec působil jako diplomat. Studoval na lyceu Alberta Sarrauta v Hanoji.
Na konci druhé světové války byl vyznamenán Válečným křížem za účast v odboji proti Japoncům ve Francouzské Indočíně. Byl také vyznamenán Vojenskou medailí a Medailí odboje.
V roce 1947 byl přijat na nově vytvořenou École nationale d'administration a po dokončení studia nastoupil na Generální finanční inspektorát.

## Vyznamenání
- Válečný kříž 1939–1945[5]
- Medaile odboje (na základě dekretu ze dne 24. dubna 1946)[6]

- Velkodůstojník Národního řádu za zásluhy (1995)[7]

- Velkodůstojník Řádu čestné legie (2000)[8]
- Vojenská medaile[3]